# Wings Greatest
Wings Greatest è la prima compilation dei Wings, pubblicata nel 1978.

## Storia
Paul McCartney decise di pubblicare una raccolta di brani per il periodo natalizio così da avere il tempo di provare la nuova formazione dei Wings dopo l'abbandono di Jimmy McCulloch e Joe English. McCartney creò una scaletta di brani, includendo anche pezzi dal suo unico lavoro in coppia con la moglie Linda, Ram. Composta una scaletta di circa 20 brani, solo poco più della metà venne inserita nella raccolta.

## Copertina
La copertina dell'album rappresenta la statua di una donna avvolta in un mantello in un paesaggio invernale. Realizzata da Paul e Linda con il contributo di Aubrey Powell e George Hardie dello studio di design Hipgnosis, la statua, visibile anche nel poster interno, fu inviata sulle Alpi Svizzere il 14 ottobre 1978 dove venne approntato il paesaggio circostante. Il retro di copertina era costituito da una fotografia delle Alpi scattata da un elicottero con le miniature dei singoli e degli album da cui erano estratti disposti in ordine cronologico. Al centro appare una foto della formazione dei Wings in quel momento, ossia Paul McCartney, Linda McCartney e Denny Laine.

## Accoglienza
Lanciato anche da una campagna pubblicitaria televisiva poche settimane prima di Natale, l'album rimase in classifica per 32 settimane raggiungendo la posizione numero 5.

## Tracce
Tutti i brani composti da Paul McCartney, tranne dove indicato.

### Lato A
1. Another Day (singolo del 1971) – 3:39
2. Silly Love Songs (da Wings at the Speed of Sound, 1976) – 5:51
3. Live And Let Die (singolo del 1973, tema dell'omonimo film di James Bond) – 3:09
4. Junior's Farm (singolo americano del 1974) – 4:18
5. With A Little Luck (da London Town, 1978) – 5:42
6. Band On The Run (dall'omonimo album del 1973) – 5:08

### Lato B
1. Uncle Albert/Admiral halsey (da Ram, 1971) – 4:38
2. Hi Hi Hi (singolo censurato del 1972) – 3:05
3. Let 'Em In (da Wings at the Speed of Sound, 1976) – 5:07
4. My Love (da Red Rose Speedway, 1973) – 4:05
5. Jet (da Band on the Run, 1973) – 4:04
6. Mull of Kintyre (singolo del 1977) – 4:40 (Paul McCartney e Denny Laine)